# Polycarpon succuientum
Polycarpon succuientum är en nejlikväxtart som först beskrevs av Del., och fick sitt nu gällande namn av Jacques Étienne Gay. Polycarpon succuientum ingår i släktet tusenfrön, och familjen nejlikväxter. Inga underarter finns listade i Catalogue of Life.